# Lo-fi
Pour le maxi de Stereolab, voir Low Fi.
Sous-genres
Phonk
Lo-fi  (abr. de low-fidelity, « de basse fidélité ») est une expression apparue à la fin des années 1980 aux États-Unis pour désigner certains groupes ou musiciens underground adoptant des méthodes d'enregistrement primitives pour produire un son « sale », volontairement opposé aux sonorités jugées aseptisées de certaines musiques populaires. L'expression est l'antonyme de hi-fi (abr. de high-fidelity, « de haute fidélité »).

## Histoire

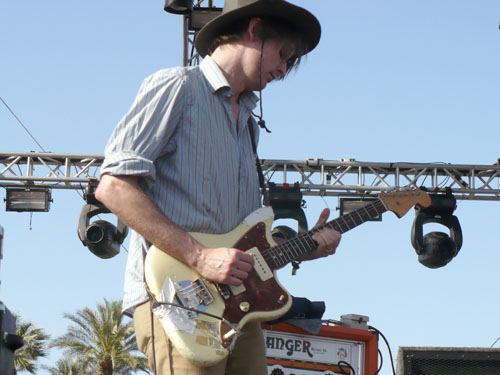
Stephen Malkmus, chanteur et guitariste des Pavement, également interprète de musique lo-fi.

Le terme de lo-fi se répand à la fin des années 1980 pour désigner des méthodes d'enregistrement primitives, peu coûteuses, parfois qualifiées de « sales ». Daniel Johnston est considéré comme l'un des pères fondateurs du son lo-fi,.
Le son lo-fi tire ses racines du garage rock, de certains groupes psychédéliques des années 1960 (The Seeds, 13th Floor Elevators) et des divers courants issus du punk ou du post-punk des années 1970 et 1980  (Lou Barlow, Television, Mike Rep and the Quotas, Patti Smith, Sex Pistols, Sonic Youth, Boredoms, Neil Young) et college rock (R.E.M., Camper Van Beethoven, Beat Happening),. Les groupes se réclamant du lo-fi s'imposent rapidement en tant qu'instigateurs d'un des mouvements majeurs de la scène indépendante américaine de l'époque. À la tête de ce mouvement, Pavement, Dinosaur Jr, Sebadoh, et Guided by Voices développent un genre musical caractérisé par des compositions mélodiques, bien que fortement imprégnées de sonorités expérimentales souvent dissonantes et cacophoniques ou simplement induites par la piètre qualité des enregistrements, d'où l'utilisation du terme lo-fi. 
En défendant les valeurs qui avaient caractérisé les vagues punk et punk hardcore des années 1980, c'est-à-dire l'indépendance face aux grandes compagnies de disques (les majors) et l'auto-promotion de la scène locale et nationale par des moyens alternatifs, le lo-fi se démarque du lot. Attitude qui se reflétait dans le caractère amateur, ou garage rock, de la réalisation des albums lo-fi : l'idée que la qualité douteuse de l'enregistrement contribuait à l'impact artistique de l'œuvre était alors devenue la règle parmi les groupes du genre. Quelques années plus tard, le lo-fi fait son apparition dans les réseaux de production et de distribution traditionnels avec des artistes majeurs comme Beck (Mellow Gold) et Liz Phair (Exile in Guyville), qui contribuent à populariser l'utilisation d'appareils 4-pistes ou autres dans la réalisation des albums. La plupart des artistes de rock indépendant doivent une large part d'influence aux différents groupes lo-fi des années 1990 et l'on est en mesure d'entendre cette marque chez plusieurs groupes de la toute récente vague garage, new wave et punk, incluant The Strokes, The White Stripes, The Kills, et The Unicorns.
Des groupes de black metal s'enregistrent également en lo-fi, le premier dans les années 1980 étant celui qui inventera le genre : Venom. L'idée de Venom d'enregistrer en lo-fi des albums est reprise lors des années 1990 par la grande majorité des groupes de black metal comme Mayhem. Ceux-ci recherchent une « saleté » qui doit retranscrire ce que leur musique signifie.
Aujourd'hui le terme a pris un sens très différent, avec sa popularisation via YouTube. Les vidéos faisant usage de l’appellation lo-fi diffusent du Lofi hip-hop, et sont reconnaissables à leur esthétique empruntée à l'anime japonais, par exemple la Lofi Girl, ou à des séries d'animation américaines version « triste » (elles mettent par exemple en scène des Looney Tunes ou un Homer Simpson pensif). Cette esthétique visuelle et sonore est influencé par l'émergence nippo-américaine du lofi hip-hop qui regroupe des beats lents et harmonieux, parfois mélancoliques, destinés à l'étude, à la relaxation, ou à produire un « simple » fond sonore,. 

## Définition et étymologie

### Évolution du terme
L'expression est l'antonyme de hi-fi (abr. de high-fidelity, « de haute fidélité »). Elle fait son entrée dans l'Oxford English Dictionary en 1976, avec comme définition « sound production less good in quality than 'hi-fi'. »

### Pop de chambre
La notion de « musiciens de chambre » apparait pour la première fois au XXIe siècle à la suite de l'essor des ordinateurs portables dans de nombreuses formes de musique avant-gardiste ou populaire. Depuis lors, on a de plus en plus tendance à regrouper toute la musique enregistrée à la maison sous l'appellation « lo-fi ». C'est de cette évolution qu'est née la « pop de chambre » (ou bedroom pop), un genre musical vaguement défini qui fait référence aux artistes qui enregistrent à la maison plutôt que dans des lieux d'enregistrement traditionnels.
La « pop de chambre » est également évoquée pour décrire une esthétique distincte. En 2006, Tammy LaGorce du New York Times définit la pop de chambre comme une « musique de blog qui tente de rendre le monde meilleur par le biais d'une chanson parfaite faite maison ». Dans les années 2010, les journalistes appliquent le terme sans discernement à toute musique dont la qualité de production est « floue ». Daniel Wray du Guardian définit le terme en 2020 comme un genre musical enregistré à la maison avec un son « rêveur, introspectif et intime », et qui s'étend « à travers l'indie, la pop, le RnB et l'emo ».